# Actuació Valencianista d'Esquerra
Actuació Valencianista d'Esquerra (AVE) fou una agrupació nacionalista valenciana, republicana i d'esquerra, fundada a Barcelona el 1932 per valencians residents a Catalunya. Entre el 1933 i el 1936 es dedicaren fonamentalment a facilitar les relacions entre Esquerra Republicana de Catalunya i els grups valencianistes esquerrans, amb la finalitat de despertar el sentiment autonomista al País Valencià. S'adheriren al Partit Valencianista d'Esquerra poc després de la seua fundació.